# Punctoterebra teramachii
Punctoterebra teramachii é uma espécie de gastrópode do gênero Punctoterebra, pertencente à família Terebridae.